# The Adventures of Jacques
The Adventures of Jacques è un cortometraggio muto del 1913 scritto e diretto da Lorimer Johnston. Il film, di genere storico avventuroso, aveva tra gli interpreti J. Warren Kerrigan e Vivian Rich.

## Trama
Giovane guascone povero, Jacques le Grande viene mandato da suo padre a cercare fortuna. Incontra un'avventura durante la sua permanenza in una locanda dove costringe due nobili a scusarsi con il suo cavallo. Salverà poi Costanza, una dama di compagnia della regina, facendola fuggire da una torre dove la giovane era stata confinata. Riusciti a fuggire dopo essere stati catturati, Jacques trova rifugio a Constance presso un convento di suore, mentre lui parte per il palazzo del re. Qui, scopre un complotto e, anche se non ha motivo di amare quel re, sente il dovere, instillatogli da suo padre, di fare di tutto per servirlo, anche a sacrificio della propria vita. Così si mette al suo servizio e, dopo una lotta disperata, lo salva.

## Produzione
Il film fu prodotto dalla Flying A (American Film Manufacturing Company).

## Distribuzione
Distribuito dalla Mutual, il film - un cortometraggio in due bobine - uscì nelle sale cinematografiche statunitensi l'11 agosto 1913. In Gran Bretagna, fu distribuito il 9 ottobre 1913.